# Kutná Hora
Kutná Hora (srednjovjekovni češki: Hory Kutné; njemački: Kuttenberg)  je grad na rijeci Vrchlice u Češkoj, u pokrajini Središnjoj Češkoj, 50-ak km istočno od Praga. 
Povijesni centar grada, uključujući i gotičku crkvu Svete Barbare, zaštitnice rudara, nalazi se na popisu UNESCO-ove Svjetske baštine.

## Povijest
Kutná Hora nastala je 1142. godine osnivanjem prvog cistercitskog samostana u Češkoj, Kloster Sedlitz, koji su osnovali cisterciti iz carske opatije Waldsassenu. Do 1260. godine, uz samostan, doselili su se njemački rudari i osnovali rudarsko naselje Kuttenberg, koje je navodno dobilo ime po opatskim "kutama". U srednjem vijeku bila je jedan od najvećih rudnika srebra u Europi i nakon što je Vjenceslav II. donio kraljevski rudarski zakon grad je uvelike gospodarski ojačao. Do 16. stoljeća se gospodarski, kulturno i politički čak nadmetao s Pragom. U Kutnoj Hori je kovan srebrnjak praški groš (Prague groschen), sve do 1547. godine. God. 1409., Vjenceslav IV. je obznanio "Dekret iz Kutne Hore" kojim su na sveučilištu u Pragu Česima dana tri glasa, a drugim trima narodima samo po jedan. Tijekom husitskih ratova 1420. godine, car Žigmund Luksemburški je bezuspješno napadao taborite u gradu koji je držao Jan Žižka. Nakon privremenog primirja, carska vojska ga je zapalila 1422. godine kako ne bi opet pripao taboritima. No, Jan Žižka ga je ponovno obnovio i nastupilo je novo zlatno doba Kutne Hore.
God. 1526., zajedno s ostatkom Češke, Kutná Hora je pripala austrijskim Habsburgovcima. Ubrzo je 1546. godine rudnik srebra nesretno poplavljen, a u pobuni protiv Ferdinanda I. Česi su izgubili sve privilegije, a sudbinu grada su dotukle strahote Tridesetogodišnjeg rata i opetovane epidemije kuge. Nakon rata bezuspješno se pokušalo obnoviti rudnike i grad je nakon požara 1770. bio skoro potpuno napušten.
God. 1806. postao je dijelom Austrijskog Carstva, a 1866. Austro-Ugarskog Carstva. Nakon Prvog svjetskog rata pripao je novoosnovanoj Čehoslovačkoj Republici, a Nacistička Njemačka ga je od 1939. do 1945. uklopila u Češki protektorat. Od 1945. bio je dijelom komunističke Čehoslovačke, sve do 1993. godine i mirnog razjedinjenja Češke i Slovačke.
Danas je Kutná Hora industrijski grad, kojem pogoduje dobra prometna povezanost i blizina glavnog grada.

## Znamenitosti
Povijesno središte grada, uključujući i Gospinu katedralu u susjednom naselju Sedlecu, danas predgrađu Kutne Hore, nalazi se na popisu UNESCO-ove Svjetske baštine:
- Crkva Svete Barbare (Kostel Svaté Barbory), zaštitnice rudara, je gotička petobrodna crkva, započeta 1388. godine.
- Gotička Crkva sv. Jakova (Kostel sv. Jakuba) ima 86 metara visok toranj.
- Barokna Crkva sv. Ivana Nepomuka (Kostel sv. Jana Nepomuckého)
- Crkva konvikta sv. Ursule (Kostel Kláštera Voršilek)
- Barokno Jezuitsko učilište (Jezuitská kolej)
- Talijanski dvor (Vlašský dvůr) je bivša kraljevska rezidencija i kovačnica novca s kraja 13. stoljeća.
- Marijanski stup (Morový sloup)
- Gotička Gospina katedrala (Chrám Nanebevzetí Pany Marie) i slavna Kosturnica (Kostnice Sedlec) se nalaze u susjednom Sedlecu. Kosturnica u Sedlecu je katolička kapela Crkve Svih Svetih (Hřbitovní kostel Všech Svatých) koja sadrži kosti između 40.000 do 70.000 pokojnika, od kojih su mnoge kosti dijelom dekoracija i namještaja kapele.

- Crkva sv. Barbare
- Svod crkve sv. Barbare
- Vitraj crkve sv. Barbare
- Crkva sv. Jakova
- Kosturnica u Sedlecu
- Luster od kostiju u Kosturnici u Sedlecu
- Crkva sv. Mihovila u Soběšínu
- Atrij talijanskog dvora
- Gotička "Kamena kuća"
- Jezuitsko učilište
- Gospina katedrala u Sedlecu
- Marjanski stup, spomenik crnoj smrti
- Kamena gotička fontana

15 km istočno od Kutne Hore nalazi se rezervat prirode Žehušice u kojemu žive bijeli jeleni.

## Gradovi prijatelji
Kutná Hora ima ugovore o partnerstvu sa sljedećim gradovima:
| - Eger, Mađarska - Fidenza, Italija - Kremnica, Slovačka - Puškino, Rusija | - Ringsted, Danska - Stamford, Ujedinjeno Kraljevstvo - Tarnowskie Góry, Poljska |

## Vanjske poveznice
- Službena stranica (češ.) (engl.) (njem.) (rus.) (fr.) (tal.) (polj.)
- Kompletan popis i opis spomenika Kutne Hore (češ.)

### Ostali projekti
|  | Zajednički poslužitelj ima još gradiva o temi Kutná Hora |